# Juridisk trussel
En juridisk trussel er en erklæring fra en part, der agter at tage retslige skridt mod en anden part. Dette er generelt ledsaget af et krav om, at den anden part foretager en handling, der kræves af den første part, eller at man afstår fra fortsætte med de handlinger, den krævende part gør indsigelse mod.